# Helios Albert-Schweitzer-Klinik Northeim
Die Helios Albert-Schweitzer-Klinik Northeim ist eine Einrichtung der gleichnamigen GmbH.

## Profil
Das  Krankenhaus in Northeim wurde 1957 gegründet, gehört seit 2009 zu den Helios Kliniken und zog 2014 in einen Neubau um. Das Hospital bietet eine wohnortnahe Grundversorgung vor allem für die Bevölkerung des Landkreises Northeim.
Gegenwärtig hat die Helios Albert-Schweitzer-Klinik Northeim 210 Betten. Jährlich werden mehr als 10.000 Patienten stationär und 14.000 ambulant von über 80 Ärzten, rund 230 Pflegekräften und insgesamt ca. 500 Mitarbeitern behandelt (Stand: 26. Oktober 2023).
Zur Albert-Schweitzer-Klinik gehört auch die Helios Privatklinik Northeim für Wahlleistungspatienten.

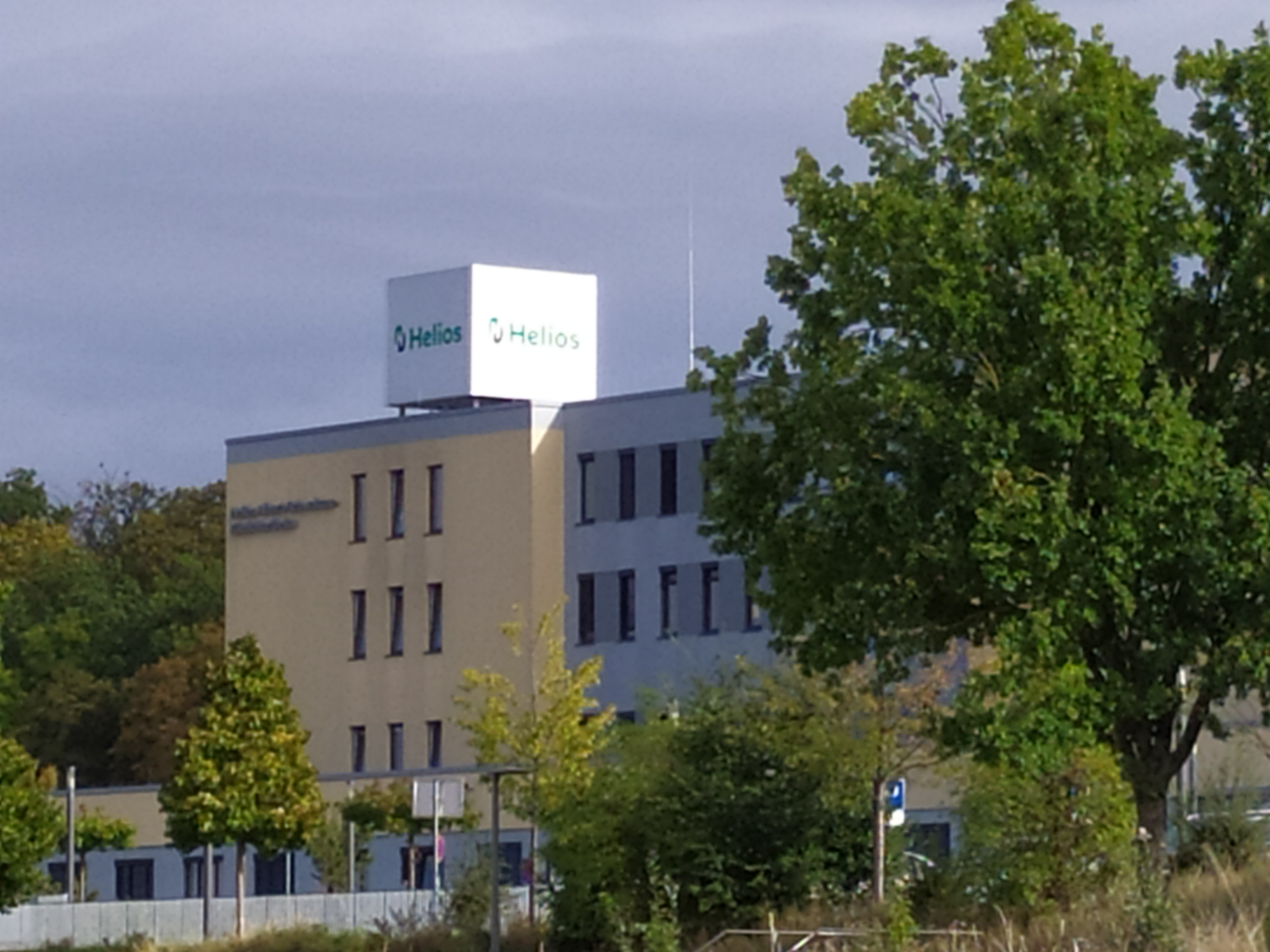
Helios Krankenhaus Northeim

## Fachbereiche
Das Krankenhaus umfasst die nachfolgend aufgeführten medizinischen Kliniken und Zentren (Stand: Januar 2025).
- Adipositas Netzwerk Northeim
- Allgemein-, Viszeral- und Thoraxchirurgie
- Anästhesie
- Gastroenterologie
- Geburtshilfe
- Gefäßchirurgie
- Geriatrie
- Gynäkologie
- Hals-, Nasen- und Ohrenheilkunde (HNO)
- Innere Medizin und Neurologie
- Intensivmedizin
- Kardiologie
- Krankenhausapotheke
- Krankenhaushygiene
- Notaufnahme
- Pneumologie
- Radiologie (extern)
- Unfallchirurgie, Orthopädie und Wirbelsäulenchirurgie
- Urologie